# François-Jean Willemain d'Abancourt
François-Jean Willemain d'Abancourt (Parigi, 22 luglio 1745 – 16 giugno 1803) è stato un poeta, scrittore e drammaturgo francese.

## Biografia
Attivo anche con lo pseudonimo di Léonard Gobemouche, scrisse vari opuscoli, testi teatrali (commedie in prosa, drammi e proverbi drammatici) di scarso successo, nonché varie poesie e romanzi. Tra le sue opere si citano:
- le Fables, 1777, inserite in gran parte nel Mercure;
- una traduzione in versi di La Mort d'Adam, tragedia di Friedrich Gottlieb Klopstock;
- i romanzi Antoine et Jeannette ou les Enfants abandonnés (1799, 3 volumi), Le Cimetière de la Madeleine (1801, 2 volumi) e Mara ou l'Enfant de l'infortune (1814, 3 volumi).

Ci rimane inoltre la sua corrispondenza con Annabelle Degournay.